# 主位與客位
在社會科學等領域，主位（emic）和客位（etic）是指兩種觀察研究之理解取徑。
「主位」方法採被研究對象內部觀點，它從生活在該情境者之角度看待其中信仰、價值觀和實踐。這種方法旨在理解特定行為或實踐的含義，正如參與其中的人所理解的那樣。研究者應放下自身之主觀認知，試圖透過仔細的觀察、體會和推理，並融入被研究者生活中與其密切溝通互動，以透過自身之體驗確實確認研究對象之內容，同時，也將被研究者的認知作為最終推論最主要的根據之一。此種研究方法之優勢在於能更仔細的觀察到現象的各個面向及其中細部，而有助於更徹底的理解和描述，並有助克服研究者自身認知在研究過程所帶來的阻礙。此種研究方法之潛在問題包括但不限於：被研究者對自身文化等習以為常，而無法察覺其中（相較其他文化）特殊或值得研究之處等。
「客位」方法透過外部觀察及研究者等之視角看待被研究對象。 這種方法傾向於關注可被觀察的行為和實踐，並旨在從其功能或演化意義的角度來理解它們。 客位方法通常涉及使用標準化措施和框架來比較不同文化，並可能涉及使用不同領域的概念和理論。
二者各有優勢和侷限性，且都有助於理解文化和行為的不同方面。 一些人類學家認為，兩種方法的結合對於完全理解一種文化是必要的，也有人認為，（針對特定研究對象或問題等）採取其中一種方法可能更合適，並取決於正在處理的具體研究問題（之內涵和性質）。
此二概念是由語言學暨人類學學者 Kenneth Lee Pike 自語言研究領域之音位和語音概念推衍而得。